# Monolistra monstruosa
Monolistra monstruosa är en kräftdjursart som beskrevs av Boris Sket 1970. Monolistra monstruosa ingår i släktet Monolistra och familjen klotkräftor. Inga underarter finns listade i Catalogue of Life.